# Michelangelo Rossi
Michelangelo Rossi, zwany Michel Angelo del Violino (ur. około 1602 w Genui, zm. 7 lipca 1656 w Rzymie) – włoski kompozytor, skrzypek i organista.

## Życiorys
Był asystentem swojego wuja, Lelio Rossiego, organisty katedry San Lorenzo w Genui. Przypuszczalnie studiował u Simone Molinara. Około 1624 roku wraz z żoną, śpiewaczką Konstancją de Ponte, przeprowadził się do Rzymu. W latach 1624–1629 przebywał w służbie na dworze kardynała Maurycego Sabaudzkiego, następnie od 1630 do 1633 roku w służbie Taddeo Barberiniego. Od 1630 do 1632 roku pełnił funkcję organisty i skrzypka w kościele San Luigi dei Francesi. W latach 1634–1638 służył na dworze Franciszka I d’Este w Modenie, a w latach 1649–1655 pozostawał w służbie Camillo Pamphilego w Rzymie.

## Twórczość
Za życia ceniony był przede wszystkim jako skrzypek, jednak żadne z jego dzieł skrzypcowych nie zachowało się. Przeszedł do historii dzięki swojej twórczości na instrument klawiszowy, jako autor Toccate e correnti na organy lub klawesyn (wyd. Rzym ok. 1640, 2. wydanie 1657). Toccaty Rossiego wyróżniają się bogactwem inwencji melodycznych oraz wyrafinowanym językiem harmonicznym i tonalnym. Składają się z wyraźnie wyodrębnionych części, obok odcinków figuracyjnych i akordowych pojawiają się w nich fragmenty fugowane. Ponadto był autorem dwóch oper, Erminia sul Giordano (wyst. Rzym 1633) i Andromeda (wyst. Ferrara 1638).